# 国鉄トキ15000形貨車
国鉄トキ15000形貨車（こくてつトキ15000がたかしゃ）は、日本国有鉄道（国鉄）に在籍した貨車（無蓋車）である。
本形式の元になったトキ10形、および両形式からの改造による派生形式についても本稿で解説する。

## 概要

### トキ10形
日中戦争の勃発に伴って増加する輸送量に対応するため、1943年（昭和18年）から150両（トキ10 - トキ159）が製造された戦前では最大の無蓋車である。
車体は、床面積31.75 m2（12,700 mm×2,500 mm）、容積66.6 m3 で側面は4枚のあおり戸（3,130 mm×965 mm）で構成されていた。荷重は35 t、石炭荷重では30 t である。
この構造は同じく輸送量の増大を目的として開発されたトラ20000形無蓋車の車体を2両分繋げたものといわれている。
台枠の構造は長物車に準じており、また主要寸法も同時期に登場したチキ3000形長物車と同じで、妻板とあおり戸を外して長物車としても運用することができるようになっていた。そのため自動連結器は下作用式が使用されている。台車はアーチバー式のTR20で、資材節約のために短軸を使用している。戦時設計であったため老朽化が早く1970年（昭和45年）度に形式消滅した。

### トキ15000形
レキ1形などと共に連合軍総司令部(GHQ)からの指導により貨車のボギー車化が進められる事となり製作された車両である。。
第二次世界大戦が終結してから3年後の1948年（昭和23年）から1957年（昭和32年）にかけて5,617両（トキ15000 - トキ20616）が日本車輌製造、新潟鐵工所等にて生産された。
車体の基本的な設計は、先述のトキ10形とほぼ同一だが全長は原木輸送を考慮し200 mm 延長されている。荷重は35 t、石炭荷重では容積が不足するため30 t である。
台枠はトキ15000 - トキ19244の車両はリベットと溶接の併用、1953年（昭和28年）以降に製造されたトキ19245 - トキ20614の車両は全溶接になっている。
また、台車はベッテンドルフ式で、トキ15000 - トキ18199がTR41、トキ18200 - トキ19245がTR41A、トキ19245 - トキ20614ではTR41Cを装備している。
トキ15000形は他形式への改造や、それ自体の廃車が進んだほか、1966年（昭和41年）に登場した後継車種のトキ25000形と置き換わるなどの形で表舞台から姿を消し、1986年（昭和61年）度をもって形式消滅した。
形式に変更を伴わない改造として木材チップ輸送対応車がある。これは、あおり戸・妻板の上部に鋼製枠と金網を追設して積載容積を拡大した車両で、トラ90000形と同様、木材チップ輸送に用いられた。改造による形式や番号の変更はない。九州地区を主として使用された。その他にも、あおり戸等を撤去して貨車移動機を輸送するのに使用される車両等が存在した。。
また、1960年（昭和35年）に航空機のジェットエンジンを使用して除雪する案があり、このための試作を大宮工場においてトキ15000形を使って行った。

## 他形式への改造

### 電車

#### クヤ7形
1952年（昭和27年）にトキ10形5両を事業用電車（配給車）に改造したもの。
→詳細は、国鉄クヤ7形電車を参照

### 無蓋車

#### トキ21000形
住友金属工業和歌山製鉄所で生産されるステンレス鋼板及びインゴットの輸送を誘致するために鉄鋼輸送用車として1967年（昭和42年）に24両（トキ21000 - トキ21023）が国鉄鷹取工場で改造された。荷台に鉄鋼コイルの受台を5基設けコイルを輸送する場合は最大で5個、受台の間にインゴットを積載することも可能でその場合は4個までとなっている。あおり戸は残されているので外見上はあまり種車のトキ15000形と変わらない。受台の分自重が増加したため荷重は33 t となっている。1983年（昭和58年）度に形式消滅。

#### トキ21100形
日本鋼管川崎製鉄所から出荷される熱延コイル鋼板専用車として開発され、1968年（昭和43年）から1969年（昭和44年）にかけて44両（トキ21100 - トキ21143）が国鉄大宮工場および国鉄広島工場で改造された。トキ21000形と異なりあおり戸を撤去した床板上に鉄鋼コイルの受台を5基設けられている。そのため荷重は35 t のままである。本形式はトキ21500形式とともに塩浜操駅（現・川崎貨物駅）から籠原駅の間で「コイル鋼管号」として運用されるなど活躍した。また、広島工場で改造され日新製鋼呉製鉄所からの輸送に使用された4両（トキ21125 - トキ21128）はコイル受台の構造が変更されていた。。1986年（昭和61年）度に形式消滅。

#### トキ21200形
日本鋼管福山製鉄所から出荷される熱延コイル鋼板専用車として、1969年（昭和44年）から1970年（昭和45年）にかけて国鉄高砂工場で10両（トキ21200 - トキ21209）が改造された。コイルの受台の構造はトキ21100形と同じだが冷延コイル鋼板の輸送も考慮して、あおり戸を残し車体上にホロ枠が取り付けられている。荷重は33 t。1984年（昭和59年）度に形式消滅。

#### トキ21300形
三菱化成 直江津工場から出荷されるアルミシートスラブ専用車として、1969年（昭和44年）から1970年（昭和45年）にかけて国鉄新津工場で7両（トキ21300 - トキ21306）が改造された。あおり戸はそのまま残され、積荷の入ったパレットを固定する装置が荷台上に5基設置されている。荷重は35 t。1982年（昭和57年）度に形式消滅。

#### トキ21400形
トキ21100形トキ21125 - トキ21128の改良型として、1971年（昭和46年）に8両（トキ21400 - トキ21407）が国鉄広島工場で改造された。小型のコイルを多く搭載するためにコイルの受台が7基に増やされている。そのため荷重は34 t となっている。先代のトキ21100形と同じく広島地区で使用された。1984年（昭和59年）度に形式消滅。

#### トキ21500形
冷延コイル鋼板専用として、1968年（昭和43年）から1970年（昭和45年）にかけて国鉄大宮工場および国鉄鷹取工場で31両（トキ21500 - トキ21530）が改造された。トキ21500形では濡損による積荷の発錆を防ぐため4分割の覆いを設けている。そのため荷重は33 t となっている。コイルの受け台が5個の物（大宮工場改造）と7個の物（鷹取工場改造）の2種類が存在した。落成時の配置は塩浜操駅（日本鋼管川崎）、和歌山操駅（住金和歌山）で、後に塩浜操駅から君津駅（新日鉄君津）へ移動した車両がいる。JR貨物にはトキ21510 - トキ21512の3両が承継され名古屋南貨物駅 - 東三条駅でコイル輸送に使用された。最後まで残ったトキ21510・トキ21511の2両が2008年（平成20年）に廃車となり形式消滅。

#### トキ22000形
大型板ガラス輸送用の車両で、1968年（昭和43年）に国鉄後藤工場で2両（トキ22000、トキ22001）が改造された。輸送するガラスのサイズ（6,300 mm×3,240 mm）に合わせるため車体を1.4 m 延長し車体中央に板ガラスの落とし込み穴と架台を設けガラスを立てた状態で輸送した。福知山鉄道管理局（西舞鶴駅）や千葉鉄道管理局に配置されていた。1982年（昭和57年）度に形式消滅。

#### トキ23600形
亜鉛泥鉱の輸送用として、1971年（昭和46年）に国鉄土崎工場で28両（トキ23600 - トキ23627）が改造された。妻板やあおり戸は積荷の比重にあわせて590 mmと低くして固定しバスタブ状にして内部を鋼板張りにしている。あおり戸が固定されているため荷役はバケットクレーンで行った。また荷台の床面には水抜き用の穴が設けられた。運用は鉱山の有る花岡駅及び小坂駅から精錬所の有る秋田北港駅の間であった。1984年（昭和59年）に形式消滅した。

### 長物車

#### チキ100形
ラワン材専用の物資別適合貨車として、1969年（昭和44年）から1970年（昭和45年）にかけて、国鉄後藤工場で7両（チキ100 - チキ106）が改造された。荷重は35t で、通常の鋼板床の長物車と同じ構造であるが、輸送されるラワン材の長さ (6 m - 14 m) に合わせて、種車の台枠の中央部が2 m 延長されて全長16,000 mmとなっている。台車中心間距離は11,700 mm。自重は16.9 t で、換算両数は空車1.6、積車4.0。
主に境港 - 知井宮・宍道の間で運用された。1977年（昭和52年）度に形式消滅。

#### チキ2900形
西八幡 - 伊丹で輸送されるビレット（鋼片）専用車の物資別適合貨車として、1967年（昭和42年）から1970年（昭和45年）にかけて、国鉄若松工場で15両（チキ2900 - チキ2914）が改造された。車籍の上では改造とされているが車体は新製されており、流用されているのは台車のみである。床面上には仕切りが有り、中に鋼片を搭載する。この仕切りは荷役が容易になるよう外すことができるようになっていた。また、本形式は短尺物、長尺物のいずれも積載できるような仕切り構造とされていた。全長は14,700 mm、台車中心間距離は9,900 mm。自重は16.0 t で、換算両数は空車1.6、積車4.0。1982年（昭和57年）度に形式消滅。

#### チキ4500形
一般的な長尺物（木材・鋼管・電柱等）の輸送量の増加に対応するために、1967年（昭和42年）から1969年（昭和44年）にかけて、135両（チキ4500 - チキ4634）が改造製作された35t 積み汎用長物車である。車籍の上では改造とされているが車体は新製されており流用されているのは台車のみである。車体の構造はチキ2700形に準じており、全長は14,700 mm、台車中心間距離は9,900 mm、柵柱受けの数は片側12箇所である。自重は15.0 t で、換算両数は空車1.6、積車4.0。
一部の車両は着脱できるコンテナ緊締金具が追加され海上コンテナ(ISO30フィート型もしくはM型)を1個積載できるようになっていた。
1975年（昭和50年）に7両がチキ4700形（チキ4750 - チキ4756）に改造されている。1986年（昭和61年）度に形式消滅。

#### チキ5000形（2代）
海上コンテナ輸送に対応した長物車として、1968年（昭和43年）に100両（チキ5000 - チキ5099）が改造製作された、35t 積み車である。チキ4500形と同じく車体は新製されており流用されているのは台車のみである。初代チキ5000形（後にコキ5000形に改称）とは別物。通常の長物車としても使用するため、片側12箇所の柵柱受けとともに、着脱できるコンテナ緊締金具が取り付けられており、M型・S型・ISO20フィート・30フィート・40フィートを1個、もしくは空のISO20フィートコンテナを2個積載できた。全長は14,700 mm、台車中心間距離は9,900 mmである。自重は15.0 t で、換算両数は空車1.8、積車4.0。
当初は主に工場から出荷される新製コンテナを港まで輸送されるために使用されたが、生産が海外へ移転したため汎用の長物車として運用された。
晩年は細部を改造し米子鉄道管理局管内でラワン材輸送に使用された。1986年（昭和61年）度に形式消滅。

### 車運車

#### クラ9000形
1974年（昭和49年）に郡山工場で1両が試作された低床式ピギーバック輸送用車運車で、仮車体がトキ19765の台枠を利用して製作されている。

### 事業用車

#### ヤ310形・ヤ320形・ヤ330形（ロングレール輸送用職用車）
ロングレールの交換及び敷設作業の機械化を進め省力化を図るために1970年（昭和45年）に川崎車両にて改造された。
ロングレール輸送車における付随車であり、特殊車3両（ヤ300形およびヤ350形）と共に使用される。
あおり戸などの上部構体を撤去し、鋼板貼りにした車体上にレール案内枠を取り付け、200mのレールを最大20本まで搭載できた。車体色は各車とも黄1号。
- ヤ310形（ヤ310、ヤ311）は編成の1,14両目に当たり、水平ローラーが内蔵されたレール案内枠が3組装備されている。
- ヤ330形（ヤ330 - ヤ341）は編成の2～13両目に当たる。3組のレール案内枠が装備されている。ヤ310形と違い案内枠の中の水平ローラーが油圧で上下するようになっている。油圧はヤ350形の油圧ポンプから供給される。
- ヤ320形（ヤ320）は編成の15両目に当たる。レールストッパーが装備されており、ヤ301に装備されているレール駆動装置からレールが抜けないように板で押さえる構造になっている。

向日町駅に常備され、隣接する草津レールセンター向日町支所を拠点に運用された。
3形式そろって1976年（昭和51年）に形式消滅した。

#### ヤ360形・ヤ370形・ヤ380形（電化工事用職用車）
動力近代化の進展により、電化工事の省力化を図るためにヤ360・ヤ370の2両が1968年度（昭和43年度）に、ヤ371・ヤ380の2両が1969年度（昭和44年度）に郡山工場にて改造された。車体色は各車とも黄1号。
- ヤ360（穴掘車）は、あおり戸などの上部構体を撤去し、ターンテーブルに載せられたアースオーガーを設置し、これを使用し電柱を建てるための穴を掘るために使用された。
- ヤ370（骨材車）は、セメント・砂・砂利などの骨材を搭載するための容器と、水タンクおよびベルトコンベアが設置されており、建柱車キヤ91形（ヤ395形）へコンクリートの材料を供給する為に使用された。
- ヤ371は昭和44年度に製作されたヤ370の改良型で、ヤ370では作業員の手作業によっていた骨材の計量およびベルトコンベアへの移送を、容器をホッパー化することにより自動化した車輛である。
- ヤ380（材料運搬車）は、装柱材料（ブラケット・がいし・腕金など）を搭載し、テーブルリフトを用いて装柱車キヤ90形（ヤ390形）の作業台へ材料を運び上げることが出来る構造になっていた。

ヤ360及びヤ370はキヤ91形やキヤ90形と共に房総西線千倉地区電化工事に投入され、その際の使用実績によりヤ371およびヤ380が改造された。
千葉地区で使用された他、奥羽本線秋田・青森間電化工事、呉線電化工事、、紀勢本線新宮・和歌山間電化工事など各所で使用された。
その後、旧大網駅構内に長期間留置された後、3形式そろって1984年（昭和59年）に形式消滅した。

#### 933形（新幹線用レール研削車）
東海道新幹線の開業に先駆けてレール踏面の錆や汚れを落としてATCの動作を確実にするために、1964年（昭和39年）に国鉄浜松工場でトキ18792から台枠と台車枠を流用して改造された。
車両の中央部に操作室と発電機を搭載した機械室が有り、その両端には水タンクが有る。車体色は黄1号に青15号の帯を巻いている。台車は種車のTR41Cを標準軌化したTR8000。台車間には4組の研削装置（両側で8個の砥石）が有り、これを空気圧でレールに押し付けた状態で機関車に牽引されて40 km/hで走行して研削する。
開業後もレールの波状磨耗の研削に使用される予定だったが、レール削正車が導入されたため実際には使用されなかった。1979年（昭和54年）度廃車。

## 譲渡
1950年（昭和25年）4月に、1両（トキ110）が三岐鉄道に譲渡され、改造の上ワキ1001となった。その後1976年（昭和51年）3月に廃車。

## 私鉄の同形車
東武鉄道トキ1形や同和鉱業トキ15000形が存在した。

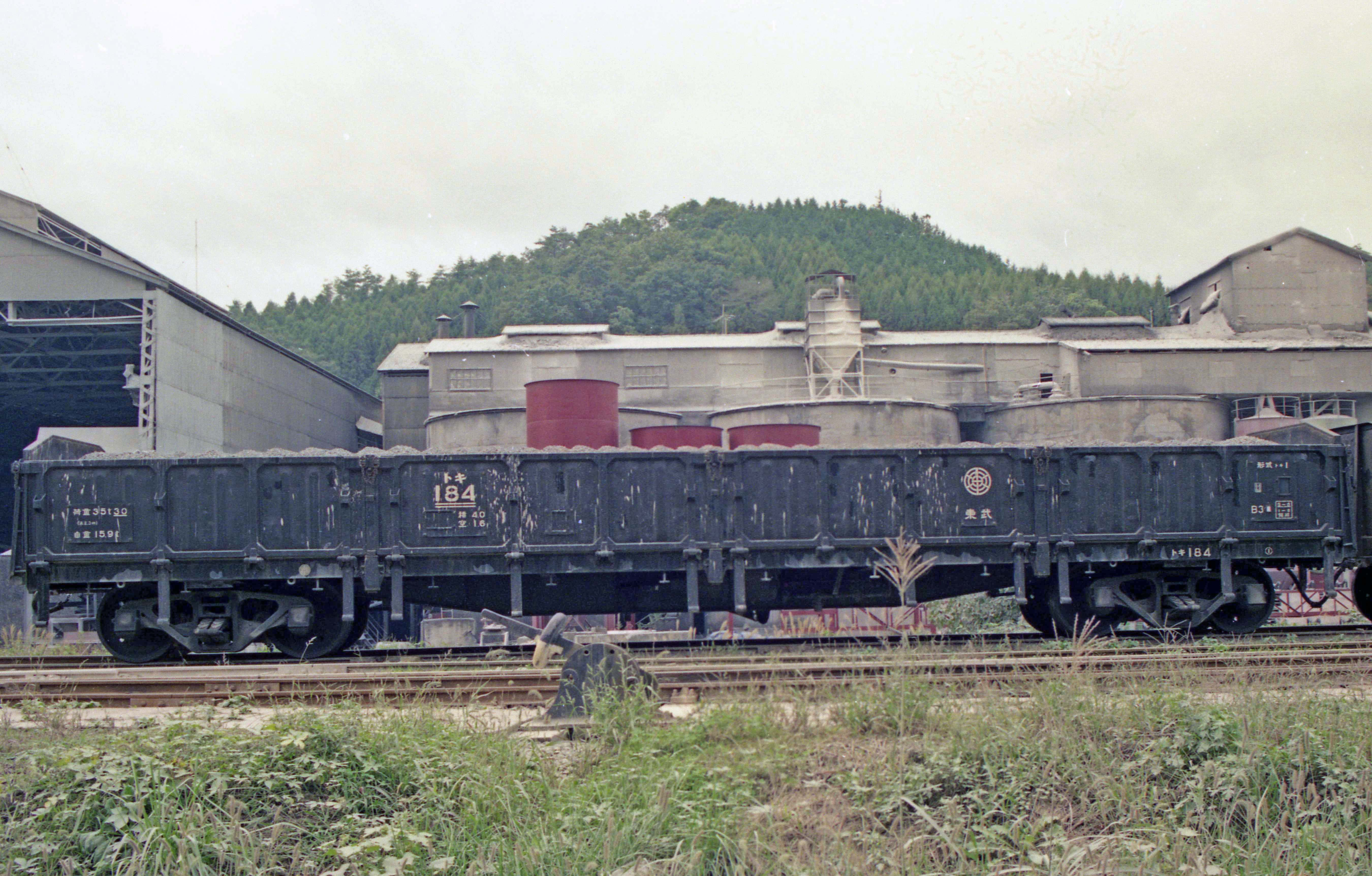
東武トキ1形、トキ184
1990年10月7日、羽鶴

### 東武鉄道トキ1形
東武鉄道のトキ1形は、1960年（昭和35年）から1971年（昭和46年）にかけて229両（トキ1 - トキ229）が製造された。後期型はあおり戸がプレス鋼板製となっており（後者はトキ25000に準じているとも）、初期の車両も更新工事を行い交換されている。ときには国鉄線内にも乗り入れていた。1991年（平成3年）に形式消滅。
2019年現在は東武博物館に1両（車両番号不明）が保存されているが、形式消滅後に杉戸工場にて重量測定用車両として使用するために短縮化改造を受けており、全長が約1/3に縮められるなど、運用当時とは大きく異なる姿となっている。

### 同和鉱業トキ15000形
同和鉱業小坂鉄道事業所のトキ15000形は、1962年（昭和37年）にトキ15001 - トキ15003の3両、1966年（昭和41年）から1968年（昭和43年）にかけてトキ15004 - トキ15015の12両の計15両が日本車輌製造で製造された。同鉄道の小坂駅 - 花岡駅間で銅精鉱の輸送に使用され、木製床の上面に鋼板を張っていた。1983年（昭和58年）12月の花岡線貨物輸送廃止にともない3両（トキ15001, トキ15010, トキ15011）が廃車となり、1984年（昭和59年）3月31日付けで10両（トキ15002 - トキ15007, トキ15009, トキ15012, トキ15013, トキ15015）が片上鉄道事業所に肥料輸送用として移籍した。その後は2両（トキ15008, トキ15014）が残ったが、2005年（平成17年）4月1日付けで除籍された。トキ15008が小坂鉄道レールパークに保存されている。
片上鉄道に移籍した10両のうち、トキ15013がトキ15001に、トキ15012がトキ15008に、トキ15015がトキ15010に改番され、番号はトキ15001 - トキ15010に揃えられた。同鉄道の鉱石輸送が終了により、1988年（昭和62年）に8両が廃車となった。残り2両（トキ15003, トキ15007）は1991年（平成3年）7月の同線の廃止まで在籍した。

## 主要諸元
|                      | トキ10形   | トキ15000形      | トキ21000形 | トキ21100形 | トキ21200形 | トキ21300形 | トキ21400形 | トキ21500形 | トキ22000形 | トキ23600形 |
| -------------------- | ---------- | ---------------- | ----------- | ----------- | ----------- | ----------- | ----------- | ----------- | ----------- | ----------- |
| 自重（t）            | 16.3       | 16.7             | 20          | 17.9        | 20          | 16          | 16          | 18.7        | 20.9        | 16          |
| 荷重（t）            | 35         | 35               | 33          | 35          | 30          | 35          | 34          | 33          | 32          | 35          |
| 最大長（mm）         | 13,600     | 13,800           | 13,800      | 13,800      | 13,800      | 13,800      | 13,800      | 13,800      | 15,200      | 13,800      |
| 最大高（mm）         | 2,375      | 2,375            | 2,375       | 2,375       | 2,862       | 2,375       | 2,375       | 3,090       | 3,845       | 1,688       |
| 最大幅（mm）         | 2,742      | 2,742            | 2,742       | 2,730       | 2,742       | 2,742       | 2,730       | 2,652       | 2,742       | 2,746       |
| 台車中心間距離（mm） | 9,500      | 9,700            | 9,700       | 9,700       | 9,700       | 9,700       | 9,700       | 9,700       | 10,910      | 9,700       |
| 台車形式             | TR20       | TR41,TR41A,TR41C | TR41C       | TR41C       | TR41C       | TR41C       | TR41C       | TR41C       | TR41C       | TR41C       |
| バネ                 | マクラ12 t | マクラ12 t       | マクラ12 t  | マクラ12 t  | マクラ12 t  | マクラ12 t  | マクラ12 t  | マクラ12 t  | マクラ12 t  | マクラ12 t  |
| 車軸                 | 12 t 短軸  | 12 t 短軸        | 12 t 短軸   | 12 t 短軸   | 12 t 短軸   | 12 t 短軸   | 12 t 短軸   | 12 t 短軸   | 12 t 短軸   | 12 t 短軸   |
| 軸受け               | 平軸受     | 平軸受           | 平軸受      | 平軸受      | 平軸受      | 平軸受      | 平軸受      | 平軸受      | 平軸受      | 平軸受      |
| 最高運転速度（km/h） | 75         | 75               | 75          | 75          | 75          | 75          | 75          | 75          | 75          | 75          |

|                      | チキ100形  | チキ2900形 | チキ4500形 | チキ5000形（二代） |
| -------------------- | ---------- | ---------- | ---------- | ------------------ |
| 自重（t）            | 16.9       | 16         | 15         | 15                 |
| 荷重（t）            | 35         | 35         | 35         | 35                 |
| 最大長（mm）         | 16,000     | 14,700     | 14,700     | 14,700             |
| 最大高（mm）         | 2,940      | 1,855      | 2,935      | 2,935              |
| 最大幅（mm）         | 2,646      | 2,490      | 2,696      | 2,696              |
| 台車中心間距離（mm） | 11,700     | 9,900      | 9,900      | 9,900              |
| 台車形式             | TR41       | TR41       | TR41C      | TR41C              |
| バネ                 | マクラ12 t | マクラ12 t | マクラ12 t | マクラ12 t         |
| 車軸                 | 12 t 短軸  | 12 t 短軸  | 12 t 短軸  | 12 t 短軸          |
| 軸受け               | 平軸受     | 平軸受     | 平軸受     | 平軸受             |
| 最高運転速度（km/h） | 75         | 75         | 75         | 75                 |